# حمائميات
حمائميات (الاسم العلمي: Pelistega) هي جنس من البكتيريا، سلبية الغرام، تتبع فصيلة المقليات.